# Hermann Balk
Hermann Balk, död 1239 var Tyska ordens förste landsmästare över Preussen och Livland.
Herman Balk hade förmodligen blivit medlem i orden i Acre redan på 1100-talet, men ganska litet är känt om hans tidigare liv. 1230 ledde han en större avdelning riddare från Ungern till Preussen på inbjudan av Konrad av Masovien. Under hans ledning byggdes de första borgarna i området upp: Elbing, Kulm, Thorn, Marienwerder. 1236 besegrade orden under hans ledning samogiterna i slaget vid Saule. 1237 slogs Svärdsbröderna samman med Tyska orden, och i samband med detta återlämnade Hermann Balk till Danmark det område som Svärdsbröderna erövrat från dem 1227. Det här upprörde många i orden, och Balk fick svårigheter att kontrollera sina riddare. Under en resa till Italien för att diskutera problemen med ordens stormästare Hermann von Saltza och påven Gregorius IX avled han i Salerno.